# Live in London March 2011
Live in London March 2011 è un album live della cantautrice britannica KT Tunstall.
Questo album è in vendita in versione doppio disco, nel suo negozio online.

## Tracce

### Disco 1
1. Come On, Get In (KT Tunstall, Martin Terefe) - 5:14
2. Glamour Puss (Tunstall, Greg Kurstin) - 4:30
3. Uummannaq Song (Tunstall) – 4:47
4. False Alarm (Tunstall, Terefe) - 7:25
5. If Only (Tunstall, Jimmy Hogarth) - 4:13
6. Other Side of the World (Tunstall, Terefe) - 7:39
7. The Hidden Heart (Tunstall) - 4:23
8. Black Horse and the Cherry Tree (Tunstall) - 5:03
9. Difficulty (Tunstall) - 5:22
10. Lost (Tunstall, Terefe) - 5:07
11. Golden Frames (Tunstall) - 4:02

### Disco 2
1. Saving My Face (Tunstall) - 5:32
2. Madame Trudeaux (Tunstall, Linda Perry) - 5:07
3. Push That Knot Away (Tunstall) - 5:29
4. Fade Like a Shadow (Tunstall) - 5:11
5. (Still a) Weirdo (Tunstall, Kurstin) - 4:39
6. Close to Me (Robert Smith) - 4:31
7. Suddenly I See (Tunstall) - 5:52